# 拉脱维亚农民联盟
拉脱维亚农民联盟(英文：Latvian Farmers' Union , LZS)  拉脱维亚中间路线农业政党。成立于1917年，它是两次世界大战期间拉脱维亚最具影响力的保守政党。从1918年俄罗斯帝国到1934年卡尔利斯·乌尔马尼斯的拉脱维亚独立期间，所有的政党都是被禁止的。
1990年拉脱维亚第二次独立时期，该党改革和恢复运作。2002年拉脱维亚议会选举中，与拉脱维亚绿党组成绿党与农民联盟，赢得了9.5%的选票和100个席位中的12席。2006年获得16.7%选票和18个席位，2010年和2011年获得19.7%选票、22个席位和13.22%选票、13个席位。